# Gastrops
Gastrops Williston, 1897, è un genere di insetti della famiglia Ephydridae (Diptera: Schizophora).

## Descrizione
Gli adulti hanno corpo di piccole o medio-piccole dimensioni, in genere di 2–3 mm di lunghezza (4 mm in Gastrops willistoni). Livrea di colore nero, generalmente lucente, a volte con riflessi metallici. Le caratteristiche morfologiche più rilevanti sono la conformazione della faccia e dell'addome.
Il capo ha fronte ampia, con occhi rotondi. Faccia con una marcata gibbosità semisferica nella parte mediana, poi con profilo verticale in quella ventrale. Clipeo sporgente. Antenne con pedicello privo di setola, primo flagellomero lungo il doppio rispetto alla larghezza, arista pettinata con numero di raggi variabile secondo la specie.
Torace con mesonoto convesso, scutello generalmente convesso, spesso con due tubercoli agli angoli posteriori su cui si inseriscono le due setole scutellari apicali. Zampe con femori neri o giallastri. Ali generalmente ialine, più o meno uniformemente offuscate, in alcune specie con macchie o bande offuscate. Costa estesa fino alla terminazione della media, R4+5 convessa anteriormente o sinuosa.

## Sistematica
L'assenza in letteratura di una recente revisione, organica e completa, e la suddivisione sistematica, che comprende in gran parte specie neotropicali, rendono il genere Gastrops enigmatico e di non facile inquadramento per quanto concerne la morfologia, la biologia e la sistematica.
Gastrops fu istituito come monotipico da Williston (1897) contestualmente ad un genere strettamente correlato, Beckeriella, anch'esso di nuova descrizione. In Gastrops incluse la nuova specie G. niger, descritta e classificata in base all'esame di venti esemplari raccolti a Grenada e in Brasile. In Beckeriella, invece, incluse una specie classificata in precedenza come Ephydra bispinosa Thomson, 1869 sulla base di un solo esemplare; quest'ultima specie fu in seguito identificata con Scatophaga bispinosa Fabricius, 1805. La caratterizzazione morfologica del genere si basa fondamentalmente sulla descrizione originaria di Williston. L'Autore formulò una prima ipotesi in merito all'inquadramento tassonomico di Gastrops, considerandolo affine a Hecamede.
Successivi sviluppi, con l'inserimento di due nuove specie, ci furono da parte Coquillett (1900) e Cresson (1914), i quali descrissero, rispettivamente, G. nebulosus e G. willistoni. In entrambi i casi gli Autori si limitarono alla descrizione delle specie senza integrarle in un contesto più organico che inquadrasse il genere nel suo insieme.
Una prima rettifica sulla nomenclatura ci fu da parte di Cresson (1918). L'Autore si occupò della classificazione dei ditteri raccolti da Calvert e dalla consorte Amelia durante un soggiorno in Costa Rica fra il 1909 e il 1910. Cresson identificò venti esemplari come appartenenti alla specie Gastrops niger fornendo una brevissima descrizione del genere e della specie. Fornì inoltre le chiavi analitiche per la determinazione dei generi, circoscritte allo specifico ambito geografico, collocandovi anche Gastrops. I caratteri descritti dall'Autore riassumono nella sostanza quelli già riportati nella descrizione originaria di Williston (1897). A differenza di Williston considerò femminile il nome Gastrops e, di conseguenza, denominò la specie Gastrops nigra. Inoltre indicò come alleato di Gastrops il genere Parydra.
Nel 1930, Hendel descrisse una nuova specie, G. auropunctata, ma affrontò in modo più approfondito la morfologia e la sistematica del genere Gastrops, prendendo in esame anche le due specie precedentemente classificate da Williston e Cresson. Da osservare che anche Hendel trattò il nome Gastrops come femminile, da cui gli aggettivi nigra, nebulosa e auropunctata in luogo di niger, nebulosus e auropunctatus.
Ancora a Cresson (1948) si deve il primo inquadramento tassonomico del genere, con l'istituzione della tribù Gastropsini (=Gastropini). Nel suo articolo, pubblicato pochi mesi dopo la sua morte, l'Autore collocò la tribù nella sottofamiglia Napaeinae (=Parydrinae), confermando nella sostanza la precedente ipotesi di affinità con il genere Parydra. L'avvento della sua morte non consentì il completamento del suo lavoro e la sistematica del genere Gastrops pressoché invariata per un ventennio.
Nel 1958, Wirth (1958) effettuò la prima significativa revisione tassonomica del genere. Il ditterologo, che in sostanza raccolse l'eredità di Cresson nella costruzione della tassonomia degli Efidridi, aggiunse al genere Gastrops due nuove specie, G. flavipes e G. fuscivenosus, confermò le classificazioni relative alle specie già descritte in precedenza, integrando alcuni riferimenti alla morfologia, fornì le chiavi analitiche di determinazione delle specie. Dopo la revisione di Wirth, il genere risultava perciò composto da sei specie.
Un ulteriore sviluppo nella suddivisione in specie del genere Gastrops si deve a Lizarralde de Grosso (1984), che aggiunse al genere la nuova specie G. ringueleti.
L'ultimo aggiornamento risale a Zatwarnicki (1991), il quale spostò la specie Parydra bicuspidata Karsch, 1881 nel genere Gastrops.
Riassumendo, il genere Gastrops sarebbe composto dalle seguenti otto specie:
- Gastrops auropunctatus Hendel, 1930 (=G. auropunctata secondo alcuni Autori)
- Gastrops flavipes Wirth, 1958
- Gastrops fuscivenosus Wirth, 1958
- Gastrops nebulosus Coquillett, 1900 (=G. nebulosa secondo alcuni Autori)
- Gastrops niger Williston, 1897 (=G. nigra secondo alcuni Autori)
- Gastrops ringueleti Lizarralde de Grosso, 1984
- Gastrops willistoni Cresson, 1914
- Gastrops bicuspidatus (Karsch, 1881)

La collocazione sistematica del genere ha seguito, fino all'inizio degli anni novanta, l'impostazione data da Cresson (1949) come appartenente alla tribù dei Gastropsini e alla sottofamiglia delle Napaeinae. La tribù è stata in seguito rinominata come Gastropini, mentre la sottofamiglia delle Napaeinae è stata rinominata come Parydrinae. Dagli anni novanta, sulla base delle nuove acquisizioni in merito alla filogenesi interna alla famiglia degli Ephydridae, la sottofamiglia delle Parydrinae è stata scorporata, ripartendo le tribù in cui si suddivideva fra le Ephydrinae e le nuove sottofamiglie Ilytheinae e Gymnomyzinae. Secondo il nuovo schema tassonomico, la tribù dei Gastropini, con i generi Gastrops e Beckeriella, trova collocazione nelle Gymnomyzinae.

## Incertezze e incongruenze
A distanza di oltre un secolo dalla definizione dei generi Beckeriella e Gastrops, restano irrisolte alcune incertezze relative alle relazioni filogenetiche con gli altri gruppi di Efidridi e all'inquadramento tassonomico dei due generi all'interno della tribù.
Sussistono inoltre dubbi in merito ad incongruenze ricorrenti nella letteratura relative alla precisa identificazione di due specie, Gastrops niger Williston, 1897 e Beckeriella niger (Williston, 1897). La denominazione di quest'ultima specie lascia intendere che Beckeriella niger sia il nome corretto attribuito a Gastrops niger. Entrambi i nomi ricorrono in differenti sedi per fare riferimento ad efidridi predatori oofagi di rane.
Gastrops niger è citato da Bokermann (1957) come parassita, allo stadio larvale, delle uova di Physalaemus cuvieri (Anura: Leptodactylidae). Successivi sviluppi relativi all'associazione di specie del genere Gastrops con le rane mettono in evidenza una sostanziale carenza di informazioni in merito.
Beckeriella niger è invece segnalata da Menin & Giaretta (2003) come parassita oofaga di P. cuvieri e di altri Leptodactylidae.
Altri lavori in materia di erpetologia fanno sostanzialmente riferimento a quelli di Bokermann (1957) e Menin & Giaretta (2003). Questi studi, condotti da erpetologi, lasciano intendere una confusa identificazione fra le due specie, confusione che ha tuttavia riscontri contraddittori anche nella tassonomia dei Ditteri: il nome Beckeriella niger è adottato, ad esempio, da Lizarralde de Grosso (2008), considerata una degli esperti internazionali sul genere Beckeriella. La forma del nome, con l'indicazione dell'autore (Williston, 1897) fra le parentesi, in ottemperanza al Codice Internazionale di Nomenclatura Zoologica, lascia presupporre che Beckeriella niger sia il nome valido con cui è stato rinominato Gastrops niger. Tuttavia, quest'ultimo resta il tipo nomenclaturale del genere Gastrops e non è stata trovata, in letteratura, un'istanza relativa allo spostamento della specie.

## Biologia
Le note ricorrenti in letteratura in merito alla biologia del genere Gastrops si limitano a cenni più o meno espliciti alle citate relazioni trofiche con alcune specie di rane. Tale comportamento è stato segnalato, nello specifico, per Gastrops niger e Gastrops willistoni, mentre non si hanno informazioni sul comportamento delle altre specie. Come si è detto in precedenza, però, alcuni Autori esprimono incertezze sull'effettiva relazione che lega questi ditteri alle rane, incertezze che si materializzano, peraltro, anche con lo stato di confusione relativo alla nomenclatura che coinvolge i due generi Gastrops e Beckeriella.

## Distribuzione
Gastrops è un genere esclusivo del continente americano, con prevalente distribuzione nella regione neotropicale. Due sole specie sono presenti nel Neartico, G. nebulosus, esclusivamente neartica, e G. niger, che ha invece un'ampia distribuzione, dal Nordamerica all'Argentina. La sua presenza nel Neartico è tuttavia limitata alle regioni meridionali. Tutte le altre specie sono esclusivamente neotropicali.